# Битва в Кавдинском ущелье
Би́тва в Кавди́нском уще́лье (итал. Battaglia delle Forche Caudine) — одна из трёх важнейших битв Второй Самнитской войны. Произошла в 321 году до н. э. и стала знаменита поражением, которое понесли здесь римляне. Битвы как таковой фактически не было, римляне сдались без боя.

## Ход событий
Кавдинское или Каудинское ущелье (лат. Furculae Caudinae, то есть Кавдинские вилы) состояло из двух высоких, тесных, лесистых горных проходов близ города Кавдиума (современный Монтесаркьо), на территории кавдинов (самнитов), на границе Кампании и на дороге из города Капуя в Беневент.
Гай Понтий, разбив лагерь вблизи римского лагеря, посылает двух воинов, переодетых в пастухов, пасти скот возле вражеского войска, дабы заманить римлян в засаду. Пастухи и пленные самниты рассказывают о том, что Апулийский город Луцерия находится в осаде.
Желая оказать помощь осаждённым, четыре римских легиона, под начальством консулов Тита Ветурия Кальвина и Спурия Постумия Альбина, успели перейти западный проход и спуститься в широкую, но со всех сторон окружённую горами долину, вероятно недалеко от нынешней Арпаи.
Намереваясь вступить в восточный проход, они нашли его запертым и занятым самнитами, равно как и западное ущелье, к которому они отступили. Гай Понтий, не зная как ему обойтись с римлянами, посылает гонца к своему отцу, Гереннию Понтию, а тот советует отпустить римлян, не причиняя им никакого вреда. Этот совет был отвергнут и к Гереннию снова отправили гонца за советом. Он уже советует перебить римское войско. Ни тот ни другой совет принят не был. Тит Ливий пишет: "Давая первый совет, в его глазах наилучший, он стремился, чтобы столь великое благодеяние обеспечило вечный мир и дружбу с могущественным народом; смысл второго совета был в том, чтобы избавить от войны многие поколения, ибо после потери двух войск римское государство не скоро соберётся вновь с новыми силами".
Сделав неудачные попытки пробиться и начиная страдать от осады, римляне вынуждены были сдаться. Самнитский полководец заключил с консулами соглашение, по которому войско отпускалось обратно, а Рим обязывался очистить самнитские владения и возобновить старинный союз с Самнием, на равных правах для обеих сторон. Договор этот консулы и все высшие начальники должны были подтвердить клятвой и оставить 600 всадников в качестве заложников. Сверх того римское войско было подвергнуто унизительному обряду проведения под ярмом. В Риме договор был отвергнут, а консулы и другие участники клятв выданы самнитам, которые их, однако, не приняли.